# Geniates rufescens
Geniates rufescens är en skalbaggsart som beskrevs av Lucas 1857. Geniates rufescens ingår i släktet Geniates och familjen Rutelidae. Inga underarter finns listade i Catalogue of Life.